# 공주 박약재
공주 박약재(公州 博約齋)는 대한민국 충청남도 공주시 반포면 공암리에 있다. 2018년 6월 1일 공주시의 향토문화유적 제31호로 지정되었다가, 2019년 12월 2일 충청남도의 유형문화재 제252호로 승격되었다.
　

## 지정 사유
공주 박약재는 충청남도 기념물 제46호 「충현서원유적」과 충청남도 문화재 자료 제60호 「충현서원」의 기원이 된 곳으로, 문목공 고청 서기선생이 1574년부터 1591년까지 유생들을 훈학하던 장소성이 있다.
더불어 '숭정3년 갑인3월'(崇禎三甲寅三月)의 성담 송환기 선생이 쓴 상량문 (1794, 정조18)이 확인된 건물로 역사적 가치가 높으며 일반적인 문중서당 또는 문중별당의 소규모 건물과 달리 문중에서 서원의 강당형식을 취하고 있어 희소성이 크다.
　

## 참고 문헌
- 공주 박약재 - 국가유산청 국가유산포털